# Колфакс (Вашингтон)
Колфакс (енгл. Colfax) град је у америчкој савезној држави Вашингтон. По попису становништва из 2010. у њему је живело 2.805 становника.

## Демографија
Према попису становништва из 2010. у граду је живело 2.805 становника, што је 39 (1,4%) становника мање него 2000. године.
| Група             | 2000.         | 2010.         |
| Белци             | 2.655 (93,4%) | 2.630 (93,8%) |
| Афроамериканци    | 7 (0,2%)      | 13 (0,5%)     |
| Азијати           | 59 (2,1%)     | 42 (1,5%)     |
| Хиспаноамериканци | 42 (1,5%)     | 79 (2,8%)     |
| Укупно            | 2.844         | 2.805         |